# フルーツバスケット (漫画)
『フルーツバスケット』は、高屋奈月による日本の漫画。『花とゆめ』（白泉社）において、1998年16号から2006年24号まで連載された（ただし、2000年18号から2001年19号まで作者の体調不良により休載）。全23巻。略称は「フルバ」・「フルバス」など。作者の高屋は「フルバ」と呼称している。
テレビアニメ作品としても制作され、2001年にテレビ東京系列にて放送された。2019年に再びアニメ化され、同年から2021年にかけて3シリーズにわたって放送された。2009年には舞台化され、劇団スタジオライフによって上演。2022年に再び舞台化。
次世代編『フルーツバスケットanother』が『花とゆめONLINE』、のち『マンガPark』で2015年9月4日から不定期連載され、2018年12月3日で最終話を一度迎えたあと、完結話の第13話が2020年4月6日から2020年5月4日まで不定期連載された。

## 概要
草摩家の分家宅に居候することになった主人公・本田透と、動物憑きの奇妙な体質を持つ草摩家の面々との交流を中心に描く。連載当初は「ホームコメディ」と掲載雑誌で紹介されていたが、作者自身は「コメディ」を意識してはいない、と単行本内で述べていた。
2001年、第25回講談社漫画賞・少女部門受賞。2018年11月時点で単行本の全世界累計発行部数は3000万部を突破している。北米では、2004年にTOKYOPOPより初刊が刊行され、2006年12月の時点において15巻まで刊行。同社最大のヒット作であり、2006年12月6日のTOKYOPOPの公式サイトで、15巻までの累計売上部数が200万部を超えたことが発表された。また、2007年に「もっとも売れている少女マンガ」として、ギネスブックに認定されている。

## あらすじ
本田透は都立海原高校に通う女子高生。唯一の家族だった母親を事故で亡くし、小山で一人テント暮らしをしていた。ところがそのテントを張った場所は、同級生の草摩由希の一族が所有する土地だった。何とか交渉し敷地内でのテント暮らしを許可してもらおうとしていた時、土砂崩れでテントも失ってしまい、それがきっかけで由希が暮らす同じ一族の草摩紫呉の家に居候することに。
居候初日、透は草摩一族の秘密を知ってしまう。彼らは代々十二支の物の怪憑きで、異性に抱きつかれると憑かれた獣に変身してしまうという体質だった。

## 設定
十二支
草摩家で生まれつき物の怪が憑いている者は、異性に抱きつかれたり（また自分が抱きついたり、抱きとめたり）身体が弱ったりすると憑かれた動物に変身する。それは数百年前の「神」と「十二支」との契約の証であり、彼らにとっては「呪い」とも「絆」とも呼べるものである。
親や兄弟同士であっても異性である限りは変身してしまうが、物の怪憑き同士や「神」である人間に抱きついたり抱きつかれても変身はしない。
物の怪憑きの者の特徴としては、「通常の出産予定日より数か月早く生まれる」「生まれつき毛髪や目の色が憑かれた動物の色である」「優秀な人物である（ことが多い）」など。連載初期には「憑かれた動物と同じ種類の動物の遠吠えによる言葉がわかったり（紫呉）、数を集めて泥を掘り返す作業をさせる（由希）」描写もある。
変身する動物は「十二支」+「猫」の13種。なお、物の怪憑きは1匹の獣につき1人であり、同時に同じ物の怪に憑かれている人間は存在しない為、最高で13人となり一族の中でも特別な存在。
猫
草摩家の物の怪憑きの一種で「十二支」の仲間外れの存在。
通常の猫の姿の他に醜く腐敗臭を放つ異形の姿である「本来の姿」が存在し、猫憑きの人間にのみ受け継がれる数珠をつけて封印しなければ人間の姿を保つことは出来ない。そのため数珠が外れた瞬間「本来の姿」と変わってしまうが、逆に数珠さえつけていれば、他の物の怪憑きたちのように異性に抱き付かれると普通の猫に変身するだけに留まる。
これは数百年前の「神」と「十二支」の契約を、猫だけが唯一拒否したことに由来している。
神
13人の物の怪憑き達と共に草摩家に生まれる、「十二支」の魂を統べる特別な存在。草摩の歴史を遡っても「神」は生まれにくいとされている。
物の怪憑きたちのように動物に変身することはなく、いたって普通の人間の姿で生まれるが、この世に生まれた瞬間から十二支たちの魂を支配しており、十二支たちは本能的に「神」を思い慕い、逆らうことが出来なくなる。
その存在は、数百年前に人間との関わりを絶ち「十二支」と契約を結んだ神様に由来している。
草摩家
代々十二支の秘密を背負う、古くから続く名家。家格は極めて高く、同様に経済力も並大抵ではない。旧来よりのしきたりや派閥争いも多く、それに由来する重圧が、各登場人物達に多くの心の傷を負わせてしまっている。
十二支や十二支の家族、当主は本家と本家の敷地内にある「中」と呼ばれる住宅に、遠い親戚筋などの分家は敷地外である「外」に住むことが通例になっており、草摩家の人物であっても「外」の者は十二支の秘密を知らない者も多い。十二支（＋猫）が全員揃っていない限りはいつ物の怪憑きの者が生まれるか分からないため、「中」「外」に限らず婚姻や住居、十二支達の進学や就職先など一切のことは当主の許可が必要である。
十二支の仲間外れであり、異形の姿となる猫憑きの人間は、高校卒業後に死ぬまで幽閉されることがしきたりで決まっている（当主の許可さえあれば、結婚や子供を作ること自体は可能であり、本編中では草摩籍真の祖父が世話役の女性と結婚している）。
草摩家には美形の人間が多く、「美形の家系」とよく言われるが、本人たちには自覚がない様子。

## 登場人物
本田 透（ほんだ とおる）
本作の主人公。海原高校に通う。幼くして父を亡くし、高校生になってから母も事故で失った少女。以降父方の実家に引き取られるが、同居している叔母一家との折り合いが悪く、ビル清掃のアルバイトで生活を賄う。草摩一族の「十二支の呪い」のことを知ってもそのまま受け入れる優しさを持ち、ひたむきな性格だが、天然でどこかズレている一面ももつ。幼い頃に十二支の話を母親から聞いて以来、「猫がかわいそうだから猫年になりたい」と思っている。
ひょんなことから、同級生・草摩由希の保護者である草摩紫呉の家に居候することになり、草摩一族とかかわりを持ち始める。
草摩 由希（そうま ゆき）
子（鼠）の物の怪憑き。透の同級生。眉目秀麗で文武両道なため校内では学年を越えたファンクラブ「プリンス・ユキ」が存在するほどの人気者だが、中性的な顔へのコンプレックスも抱えており、人気者という自覚はない。気管支炎が持病で、幼い頃はたびたび発作を起こすなど、身体が弱かった。
夾とは犬猿の仲だが、彼の人を惹き付ける人格を羨ましいとも思っている。
草摩 夾（そうま きょう）
十二支に入れなかった猫の物の怪憑き。透や由希とは同学年。ぶっきらぼうで短気な性格だが、その本質は優しさに溢れる。透が紫呉の元に居候することになった初日に由希に喧嘩を売りに来て、そのまま居候、さらに海原高校へ編入することになった。
呪いのことがコンプレックスとなっており、由希とは犬猿の仲だが、周りから信頼され器用に物事をこなせる由希の才能を羨ましく思っている。
草摩 紫呉（そうま しぐれ）
戌（犬）の物の怪憑き。小説家。純文学は本名で執筆するが、「きりたにのあ」などのペンネームを使い分け、様々なジャンルで書いている。
由希と夾の親戚にあたり、高校進学を機に本家を出た彼らの保護者的役割を担う。年長者として真面目な持論で彼らを諭すこともあるが、普段はふざけた言動ばかりで、本心をはぐらかし考えを明らかにしない。時には冷酷な二面性を見せることもある。
綾女、はとりとは幼馴染にしてマブダチトリオ。
草摩 慊人（そうま あきと）
草摩家当代の当主。物の怪憑きたちにとって十二支の（神）にあたる存在。黒髪にショートカットの華奢な体型で、中性的な美形。
母親の命令により、生まれた時より男性として育てられ振舞っているが、実は女性である。この事実は十二支の呪いに並び、草摩家におけるトップシークレットとされている。
草摩一族において絶対的な存在として君臨し、十二支憑きの者は彼女に逆らうことが出来ない。父親が望んだ「神」としての人生に縛られており、十二支との絆を何よりも重んじている。
草摩 潑春（そうま はつはる）
丑（牛）の物の怪憑き。透たちの1学年下の少年。根元が黒い白髪が特徴。普段は物静かでマイペースだが、幼少期から周囲の大人達に、鼠に一番乗りを奪われた間抜けな牛と言われ続けてきたため、卑屈でキレやすい一面も持つようになった。今でもキレると性格が豹変し、普段の温厚な性格と対比して「ブラック」と呼ばれるほど手が付けられない状態に変貌してしまう。ブラック化を防ぐため大人たちの勧めで武術を習っていたこともあるが、それが災いし、ブラック化した際は興奮状態の楽羅ほどではないが物理的被害が出ることも。同じ物の怪憑きの依鈴とは恋仲。
草摩 杞紗（そうま きさ）
寅（虎）の物の怪憑き。透たちの4学年下の少女。物の怪憑き特有の髪と目の色が原因で学校で苛めにあう。元々の引っ込み思案で大人しい性格も災いし、ショックで失語症を患うが、透や由希の支えをきっかけに少しずつ前へ進む勇気を得て次第に改善。以降は学校にも通い始め、透と顔を合わせる度にハートを飛ばしながら「きゅうっ」と抱き合うのがお約束となる。同じ物の怪憑きの燈路とは友達以上恋人未満な関係。
草摩 紅葉（そうま もみじ）
卯（兎）の物の怪憑き。ドイツ人とのハーフで金髪が特徴の少年。少女のような幼い外見のため年齢が分かりにくいが、透たちの1学年下。外見の幼さに反して、内面は非常に大人びている。透が清掃のアルバイトをしているビルの所有者は実父で、モモという妹がいる。物の怪憑きの中では珍しく人前で変身することを厭わず、透に抱き着いては由希や夾を慌てさせる。
当初は女子生徒のセーラー服に私物の短パンという服装で登校していたが物語後半には背が伸びて少年らしくなり、男子生徒の制服を着ている。
草摩 はとり（そうま はとり）
辰（龍）の物の怪憑き。しかし変身するのはタツノオトシゴなのでコンプレックスとなっている。草摩家専属の主治医で、家に代々伝わる「記憶の隠蔽術」を持っており、草摩家の秘密を知った人間の記憶隠蔽も担当する。過去に、慊人の激高が原因で左目の視力を失っている。
マブダチトリオの一人（自身はそう呼ばない）で自由奔放な紫呉と綾女をうまく扱える、数少ない人物のうちの一人。
草摩 綾女（そうま あやめ）
由希の兄で巳（蛇）の物の怪憑き。女性向け服飾店「あやめ」を経営している。王様気質で、高校時代は生徒会長としてそのカリスマ性を発揮していた。由希に対して結構な兄バカっぷりを見せる。由希が生徒会入りした後、「あやめ」の従業員とともに生徒会室を訪れ、その振る舞いに憧れた真鍋翔に「司令」と呼ばれるようになる。
はとりのことを尊敬しており、はとりの言うことだけは聞くため、学生時代ははとりが世話役に任命されていた。マブダチトリオの一人。
草摩 依鈴（そうま いすず）
午（馬）の物の怪憑き。透たちの1学年上で長い黒髪が特徴の孤独な美女。両親に虐待された過去があり、現在は楽羅の家に引き取られ一緒に暮らしているが、精神的に不安定で入退院を繰り返している。
恋人である潑春を呪いから解放したい一心でその方法を探っている。
草摩 燈路（そうま ひろ）
未（羊）の物の怪憑き。透たちの5学年下の少年。やや天然な母の元で育ったためか、ボキャブラリーが豊富かつ詰問調でしゃべる癖がある。そのため生意気な印象を周囲に与え、年長者に対しても素直になれない。十二支最年少であり、年の近い杞紗に淡い感情を持っているが、慊人に杞紗への好意を打ち明けたことが原因で彼女が入院することになってしまったことを深く後悔しており、それからは杞紗を一生守ると誓っている。作中で妹の日向（ひなた）が生まれて兄になった。
草摩 利津（そうま りつ）
申（猿）の物の怪憑き。私立大学に通う、女性的美貌を持った青年。劣等感の塊のような性格で、何かあるとすぐに自分が悪いと思い込んでしまう。誰に対しても低姿勢で、些細な不満や皮肉に敏感に反応し、泣き叫びながら謝りまくる。気の弱さゆえに男の格好をすると萎縮するため、普段から振袖で女装をしている。楽羅とは幼い頃に服を借りたりしていた関係で仲がよい。
草摩 紅野（そうま くれの）
酉（鶏）の物の怪憑き。当主である慊人の仕事の補佐役に就任している。行動の基準が慊人を優先することに終始するため自我を抑えている節がある。最も早く呪いが解けており、そのため作中で変身した姿は描かれていない。呪いが解けているため「神様」への本能的な思慕の念は消えている。
草摩 楽羅（そうま かぐら）
亥（猪）の物の怪憑き。猫が好きなあまり、リュックなどを手作りしている少女。透たちより2学年年上で、幼い頃から夾に片思いしている。夾の義父の元で武道を学んでいたこともあるため、興奮すると夾に技をかけたりもする。また、興奮した際は手が付けられなくなり、猪のごとく猛ダッシュしてきたり怪力を発揮したり限度というものを忘れてしまうため物理的被害もかなり大きい。
魚谷 ありさ（うおたに ありさ）
透の中学からの友人。元ヤンキーで、暴走族にいた過去もあるが、憧れであった、伝説の「赤い蝶」（実は透の母親）に救われ、足を洗った。
ヤンキー時代の名残で制服のスカート丈が非常に長い。編入してきた夾とはよくドツキ漫才のようなやり取りを繰り広げる。
花島 咲（はなじま さき）
透の中学からの友人。他人の思念を電波のように受け取ったり、悪意を込めた思念を相手に送り込む謎の能力を持ち、常に黒い服をまとう（両手の爪には黒のマニキュアをしている）ため、クラスメイトの大半や透が関わった十二支の関係者に恐れられている。
本人曰く「電波で人の心は読めない」が、そうと疑わせる描写も多い。成績はあまりよくない（追試・補習の常連）。恵（めぐみ）という中学生の弟がいる。

## 書誌情報

### 漫画
- 高屋奈月 『フルーツバスケット』 白泉社〈花とゆめコミックス〉、全23巻
  1. 1999年1月19日発売[8]、ISBN 4-592-17161-6
  2. 1999年6月18日発売[9]、ISBN 4-592-17162-4
  3. 1999年9月17日発売[10]、ISBN 4-592-17163-2
  4. 2000年1月19日発売[11]、ISBN 4-592-17164-0
  5. 2000年4月19日発売[12]、ISBN 4-592-17165-9
  6. 2000年8月18日発売[13]、ISBN 4-592-17166-7
  7. 2001年8月17日発売[14]、ISBN 4-592-17167-5
  8. 2002年1月18日発売[15]、ISBN 4-592-17168-3
  9. 2002年6月19日発売[16]、ISBN 4-592-17169-1
  10. 2002年10月18日発売[17]、ISBN 4-592-17170-5
  11. 2003年2月19日発売[18]、ISBN 4-592-17881-5
  12. 2003年6月19日発売[19]、ISBN 4-592-17882-3
  13. 2003年11月19日発売[20]、ISBN 4-592-17883-1
  14. 2004年4月19日発売[21]、ISBN 4-592-17884-X
  15. 2004年9月17日発売[22]、ISBN 4-592-17885-8
  16. 2005年1月19日発売[23]、ISBN 4-592-17886-6
  17. 2005年5月19日発売[24]、ISBN 4-592-17887-4
  18. 2005年9月16日発売[25]、ISBN 4-592-17888-2
  19. 2006年1月19日発売[26]、ISBN 4-592-17889-0
  20. 2006年5月19日発売[27]、ISBN 4-592-18400-9
  21. 2006年9月19日発売[28]、ISBN 4-592-18401-7
  22. 2007年1月19日発売[29]、ISBN 978-4-592-18402-7
  23. 2007年3月19日発売[30]、ISBN 978-4-592-18403-4
- 高屋奈月 『フルーツバスケットanother』 白泉社〈花とゆめコミックス〉、全4巻
  1. 2016年8月19日発売[31]、ISBN 978-4-592-21851-7
  2. 2017年9月20日発売[32]、ISBN 978-4-592-21852-4
  3. 2019年3月20日発売[33]、ISBN 978-4-592-21853-1
  4. 2022年2月18日発売[34]、ISBN 978-4-592-21854-8
- 高屋奈月 『愛蔵版 フルーツバスケット』 白泉社〈花とゆめコミックス〉、全12巻
  1. 2015年9月4日発売[35]、ISBN 978-4-592-21811-1
  2. 2015年9月4日発売[36]、ISBN 978-4-592-21812-8
  3. 2015年10月20日発売[37]、ISBN 978-4-592-21813-5
  4. 2015年11月20日発売[38]、ISBN 978-4-592-21814-2
  5. 2015年12月18日発売[39]、ISBN 978-4-592-21815-9
  6. 2016年1月20日発売[40]、ISBN 978-4-592-21816-6
  7. 2016年2月19日発売[41]、ISBN 978-4-592-21817-3
  8. 2016年3月18日発売[42]、ISBN 978-4-592-21818-0
  9. 2016年4月20日発売[43]、ISBN 978-4-592-21819-7
  10. 2016年5月20日発売[44]、ISBN 978-4-592-21820-3
  11. 2016年6月20日発売[45]、ISBN 978-4-592-21821-0
  12. 2016年7月20日発売[46]、ISBN 978-4-592-21822-7

### 関連書籍
- 『フルーツバスケットキャラクターブック』2001年7月18日発行、ISBN 4-592-73185-9
- 『高屋奈月画集「フルーツバスケット」』2004年4月16日発行、ISBN 4-592-73220-0
- 『フルーツバスケット ファンブック〔猫〕』2005年5月19日発行（同日発売[47]）、ISBN 4-592-18888-8
- 『フルーツバスケット ファンブック〔宴〕』2007年3月19日発行（同日発売[48]）、ISBN 978-4-592-18898-8
- 『フルーツバスケット アニメ1st season 高屋奈月 Illustrations』2020年7月20日発売[49]、ISBN 978-4-592-22771-7
- 『フルーツバスケット アニメ2nd season 高屋奈月 Illustrations』2021年3月19日発売[50]、ISBN 978-4-592-22772-4
- 『フルーツバスケット アニメThe Final 高屋奈月 Illustrations』2022年2月18日発売[51]、ISBN 978-4-592-22773-1

## アニメ

### 2001年版
2001年7月5日から同年12月27日までテレビ東京系列にて放送された。全26話。サブタイトルが「第○話…」となっている（話数は漢数字が入る）。最終回の時は「最終回…」。放送前の5月3日には『フルーツバスケットにもうすぐ会える!』という特別番組が放送された。
放送されたのは単行本の1巻から5巻までの全話、5巻までに登場しなかった各十二支（紅野・依鈴は除く）が初登場する話である7・8巻の一部（7巻：37、38、42話 / 8巻：43話の一部・44、45話）、綾女の店の話（6巻：36話）、夾の「本当の姿」の話（6巻：31 - 34話）である。また、キャラクターの性格や設定の変更、物語の重要な伏線部分の消去などが行われている。
紅葉がドイツ人とのハーフである設定は存置されたものの、ドイツ語を話さないキャラクターに設定されたり、依鈴に関わる言動の全カット、透たちの担任教師である繭子が別キャラクターに置き換えられるなどの処置がなされた。また、コメディ要素が強調された形となっており、動物に変身する回数も多くなっている。
ストーリー構成や各種設定に関して原作者である高屋奈月はアニメ版のシナリオに関わろうとしていたが、製作側の「自由に作らせて欲しい」との断りが尊重されたと監督の大地丙太郎の著書には記されている。最終回は放送当時、原作が完結していなかったため、アニメ版第1作独自の結末となっている。
監督の大地は、本作の続編を求めるファンの声に対して「フルバのアニメの続きは作れないのです。それは岡崎律子さんはじめ、あの時にスタッフ全員、全力を出し切ってしまったから。でも、今、思った。こういう風に言われ続けるのは、我々の落ち度でした。半端な作り方をしてしまったのでしょう。ごめんなさい。それでも、続きは作れません」と答えている。
放送の15年後の2016年にBlu-ray Boxが発売された。

#### スタッフ
- 原作 - 高屋奈月
- 監督 - 大地丙太郎
- 助監督 - 宮﨑なぎさ
- シリーズ構成 - 中瀬理香
- キャラクターデザイン・総作画監督 - 林明美
- 小物デザイン - 山﨑健志
- 美術監督 - 柴田千佳子
- 色彩設計 - 松本真司
- 撮影監督 - 川口正幸
- 編集 - 松村正宏
- 音楽 - 安部純、武藤星児
- 音響監督 - 大地丙太郎、えびなやすのり
- 録音 - 蝦名恭範
- プロデューサー - 小林教子（テレビ東京）、山﨑立士
- アニメーションプロデューサー - 野口和紀
- 企画 - フルバ製作委員会
- 企画協力 - ガンジス
- アニメーション制作 - スタジオディーン
- 製作 - テレビ東京、NAS

#### 主題歌・挿入歌
特に記載のないものの作詞・作曲・唄は岡崎律子。「For フルーツバスケット」と「小さな祈り」は、後に堀江由衣が「フルーツバスケット―風色― Song for Yui Horie」にてカバー。オープニングにクレジットされるスタッフは僅かで、大半はエンディングにクレジットされる。
「For フルーツバスケット」
オープニングテーマ。第7回アニメーション神戸AM神戸賞（主題歌賞）受賞。
監督の大地丙太郎は岡崎に対して「アニメのオープニングっぽくない曲を作って欲しい」と依頼した。「For フルーツバスケット」はもともと仮タイトルで、岡崎はアニメソングを作る時は必ず楽譜に「For 〇〇（歌が使われるアニメのタイトル）」と書いている。大地はそれを見て正式なタイトルだと思って「良いタイトルですね」と言ったと言う。最終的には大地が「これにしましょうよ」と言ったことから「For フルーツバスケット」が正式タイトルになった。
「小さな祈り」
第25話を除く全話で使用されたエンディングテーマ。
「セレナーデ」Pf Solo Ver.
第25話で使用された特殊エンディングテーマ。イメージアルバム「四季」収録の同名曲のピアノソロ。
「モゲ太の歌」
この曲のみ作詞は高屋奈月。原作にあった歌詞に曲をつけたもの。サントラCDにはInstrumental ver.しか収録されていなかったが、2016年発売のBlu-ray Boxの音楽CDに初収録された。

#### 各話リスト
| 話数 | サブタイトル | 脚本       | コンテ         | 演出       | 作画監督   | 初放送日      |
| ---- | ------------ | ---------- | -------------- | ---------- | ---------- | ------------- |
| 1    | 第一話…      | 中瀬理香   | 大地丙太郎     | 宮﨑なぎさ | 林明美     | 2001年 7月5日 |
| 2    | 第二話…      | 池田眞美子 | そえたかずひろ | 鈴木芳成   | 波風立流   | 7月12日       |
| 3    | 第三話…      | 伊丹あき   | 鈴木輪流郎     | 秦義人     | 佐々木敏子 | 7月19日       |
| 4    | 第四話…      | 中瀬理香   | 大地丙太郎     | 六反田等   | 山本佐和子 | 7月26日       |
| 5    | 第五話…      | 池田眞美子 | 後藤圭二       | 後藤圭二   | 外崎春雄   | 8月2日        |
| 6    | 第六話…      | 伊丹あき   | ボブ白旗       | 鈴木芳成   | 波風立流   | 8月9日        |
| 7    | 第七話…      | 中瀬理香   | そえたかずひろ | 秦義人     | 佐々木敏子 | 8月16日       |
| 8    | 第八話…      | 池田眞美子 | 平松禎史       | 平松禎史   | 林明美     | 8月23日       |
| 9    | 第九話…      | 伊丹あき   | そえたかずひろ | 宮下新平   | 門上洋子   | 8月30日       |
| 10   | 第十話…      | 中瀬理香   | 西村純二       | 鈴木芳成   | 外崎春雄   | 9月6日        |
| 11   | 第十一話…    | 池田眞美子 | 大塚雅彦       | 大塚雅彦   | 関口雅浩   | 9月13日       |
| 12   | 第十二話…    | 中瀬理香   | 玉野陽美       | 秦義人     | 佐々木敏子 | 9月20日       |
| 13   | 第十三話…    | 池田眞美子 | ボブ白旗       | 宮下新平   | 林明美     | 9月27日       |
| 14   | 第十四話…    | 伊丹あき   | 鈴木輪流郎     | 鈴木輪流郎 | 奈良崎早苗 | 10月4日       |
| 15   | 第十五話…    | 中瀬理香   | ボブ白旗       | 鈴木芳成   | 外崎春雄   | 10月11日      |
| 16   | 第十六話…    | 池田眞美子 | 宮下新平       | 宮下新平   | 関口雅浩   | 10月18日      |
| 17   | 第十七話…    | 伊丹あき   | 玉野陽美       | 秦義人     | 佐々木敏子 | 10月25日      |
| 18   | 第十八話…    | 池田眞美子 | 長濱博史       | 長濱博史   | 林明美     | 11月1日       |
| 19   | 第十九話…    | 中瀬理香   | そえたかずひろ | 秦義人     | 佐々木敏子 | 11月8日       |
| 20   | 第二十話…    | 伊丹あき   | 大地丙太郎     | 外崎春雄   | 外崎春雄   | 11月15日      |
| 21   | 第二十一話…  | 中瀬理香   | 鈴木芳成       | 鈴木芳成   | 奈良崎早苗 | 11月22日      |
| 22   | 第二十二話…  | 伊丹あき   | 後藤圭二       | 後藤圭二   | 佐々木敏子 | 11月29日      |
| 23   | 第二十三話…  | 池田眞美子 | 玉野陽美       | 外崎春雄   | 外崎春雄   | 12月6日       |
| 24   | 第二十四話…  | 伊丹あき   | 大地丙太郎     | 外崎春雄   | 外崎春雄   | 12月13日      |
| 25   | 第二十五話…  | 池田眞美子 | 長濱博史       | 長濱博史   | 関口雅浩   | 12月20日      |
| 26   | 最終回…      | 中瀬理香   | 平松禎史       | 宮﨑なぎさ | 林明美     | 12月27日      |

| テレビ東京系列 木曜 18:00 - 18:30 枠                                     | テレビ東京系列 木曜 18:00 - 18:30 枠           | テレビ東京系列 木曜 18:00 - 18:30 枠   |
| 前番組                                                                   | 番組名                                         | 次番組                                 |
| ------------------------------------------------------------------------ | ---------------------------------------------- | -------------------------------------- |
| ウッディー・ウッドペッカー （2001年4月5日 - 6月28日） ※日曜18:30枠へ移動 | フルーツバスケット （2001年7月5日 - 12月27日） | 七人のナナ （2002年1月10日 - 6月27日） |

### 2019年版
テレビ東京ほかにて2019年4月6日より9月21日まで1st seasonが放送された。2nd seasonは2020年4月7日より9月22日まで放送された。最終章に当たるThe Finalは2021年4月6日より6月29日まで放送された。2001年版からスタッフ・キャストは一新され、内容も本編の最後までアニメ化された。
2022年2月18日には、『フルーツバスケット -prelude-』（フルーツバスケット プレリュード）がエイベックス・ピクチャーズの配給により劇場上映された。テレビシリーズを再構成した総集編に加えて、透の両親である今日子と勝也視点の前日譚と、高屋描き下ろしによる透と夾の後日譚が新作映像として描かれる。
原作者である高屋奈月が総監修として関わり、新たなアニメ化というオファーに対して、高屋の意向で新たなスタッフ・キャストで作られることになった。また絵も自分の絵に寄せないようにしてほしいという要望から、原作の絵柄とは異なったキャラクターデザインになっている。

#### スタッフ（2019）
- 原作・総監修 - 高屋奈月[5][56][58][59]
- 監督 - 井端義秀[5][56][58][59]
- シリーズ構成（TV） - 岸本卓[5][56][58][59]
- キャラクターデザイン - 進藤優[5][56][58][59]
- プロップデザイン - 川崎愛香
- 美術設定 - 藤井祐太
- 美術監督 - 神山瑤子[62][56][58][59]
- 色彩設計 - 菅原美佳[62][56][58][59]
- 撮影監督 - 設楽希（2nd第13話まで）[62][56][58]→蔡伯崙（2nd第14話以降）[58][59]
- 編集 - 肥田文[62][56][58]
- 音響監督 - 明田川仁[62][56][58][59]
- 音楽 - 横山克[62][56][58][59]
- 音楽プロデューサー - 橋本彩子
- 音楽制作 - トムス・ミュージック[62][56][58][59]
- プロデューサー - 山内未來、吉田雄哉、竹村逸平、矢﨑史、石原史朗（1st第13話まで）→島田明（1st第14話 - 2nd第13話）→髙田英之（2nd第14話 - 第25話）→首藤啓太（Final)、島田靖子、Adam Zehner（2nd第14話以降）
- アニメーションプロデューサー - 伊藤元気
- アニメーション制作 - TMS/8PAN（TV）[5][56][58]、トムス・エンタテインメント（prelude）[59]
- 製作 - フルーツバスケット製作委員会[62][56][58][59]

#### 主題歌（2019）

##### 1st season
「Again」
Beverlyによる1st season第1クールオープニングテーマ。作詞は坂田麻美、作曲はXYZ、編曲はXYZとSally Cinnamon。
「Lucky Ending」
ビッケブランカの作詞・作曲・編曲・歌による1st season第1クールエンディングテーマ。
「Chime」
大塚愛による1st season第2クールオープニングテーマ。作詞・作曲はaio、編曲はaioとhiroo。
「One Step Closer」
INTERSECTIONによる1st season第2クールエンディングテーマ。作詞は青山ウィリアム、作曲は青山とニコール・モーリア、ドリュー・エリクソン、編曲は瀧田敏広。

##### 2nd season
「プリズム」
AmPm feat. みゆなによる2nd season第1クールオープニングテーマ。作詞はみゆな、作曲はAmPmとKris RocheとYoshinori ito、編曲はAmPm。
「ad meliora」
THE CHARM PARK作詞・作曲・編曲・歌による2nd season第1クールエンディングテーマ。作詞にfifi légerが加わる。
「HOME」
土岐麻子による2nd season第2クールオープニングテーマ。作詞は土岐、作曲・編曲はトオミヨウ。
「Eden」
MONKEY MAJIKによる2nd season第2クールエンディングテーマ。作詞・作曲はメンバーのMaynardとBlaise。作詞にTAXが加わる。

##### The Final
「Pleasure」
WARPs UPによるThe finalオープニングテーマ。作詞はkenko-p、作曲・編曲はDaniel JamesとLeah Haywood。
「春うらら」
GENICによるThe finalエンディングテーマ。作詞は五戸力と小池竜暉と西澤呈、作曲は五戸力、編曲は小池竜暉。

##### prelude
「虹とカイト」
大橋トリオによる『prelude』主題歌。作詞はmicca、作曲・編曲は大橋好規。

##### 劇中歌・挿入歌
「モゲ太のうた」
1st season第3話で使用。作詞は高屋奈月、作曲・編曲は横山克、歌はモゲ太（小桜エツコ）。
「生まれる願い」
1st season第5・8・25話およびThe final第13話で使用。作詞はENA☆、作曲・編曲は横山、歌はウタ・アリィ。
「馳せる未来」
2nd season第18話で使用。作詞はENA☆、作曲・編曲は横山、歌はウタ・アリィ。

#### 各話リスト（2019）
| 話数       | サブタイトル                     | 脚本       | 絵コンテ                                | 演出                                | 作画監督 | 総作画監督                                                | 初放送日      |            |            |            |            |            |            |            |            |            |            |            |            |            |            |            |            |            |
| 1st season | 1st season                       | 1st season | 1st season                              | 1st season                          | 1st season | 1st season                                                | 1st season    | 1st season | 1st season | 1st season | 1st season | 1st season | 1st season | 1st season | 1st season | 1st season | 1st season | 1st season | 1st season | 1st season | 1st season | 1st season | 1st season | 1st season |
| ---------- | -------------------------------- | ---------- | --------------------------------------- | ----------------------------------- | --- | --------------------------------------------------------- | ------------- | ---------- | ---------- | ---------- | ---------- | ---------- | ---------- | ---------- | ---------- | ---------- | ---------- | ---------- | ---------- | ---------- | ---------- | ---------- | ---------- | ---------- |
| 第1話      | 行ってきます                     | 岸本卓     | 井端義秀                                | 井端義秀                            | 岩岡優子 重松佐和子 関口亮輔 米本奈苗 | 進藤優                                                    | 2019年 4月6日 |            |            |            |            |            |            |            |            |            |            |            |            |            |            |            |            |            |
| 第2話      | みなさんが動物なんです！         | 岸本卓     | 井端義秀                                | 鈴木孝聡                            | 岩田芳美 小沢久美子 亀谷響子 出野喜則 中島裕里 | 進藤優 番由紀子                                           | 4月13日       |            |            |            |            |            |            |            |            |            |            |            |            |            |            |            |            |            |
| 第3話      | 大貧民をやりましょう             | 岸本卓     | 井端義秀                                | 西尾良寛 井端義秀                   | 岩田芳美 杉本幸子 | 金子美咲                                                  | 4月20日       |            |            |            |            |            |            |            |            |            |            |            |            |            |            |            |            |            |
| 第4話      | なにどしの方なのですか？         | 木戸雄一郎 | 井端義秀                                | 工藤寛顕                            | 國井実可子 野口夫一 | 竹本佳子                                                  | 4月27日       |            |            |            |            |            |            |            |            |            |            |            |            |            |            |            |            |            |
| 第5話      | 勘違いをしていました             | 岸本卓     | 井端義秀                                | いがりたかし                        | 大沢美奈 | 番由紀子                                                  | 5月4日        |            |            |            |            |            |            |            |            |            |            |            |            |            |            |            |            |            |
| 第6話      | お邪魔させてもらおうかしら       | 岸本卓     | 井端義秀 西尾良寛                       | 備前克彦                            | をがわいちろを 林弘子 吉森直子 | 金子美咲 竹本佳子                                         | 5月11日       |            |            |            |            |            |            |            |            |            |            |            |            |            |            |            |            |            |
| 第7話      | 春になりますね                   | 木戸雄一郎 | 西澤晋                                  | 高島大輔                            | 岩田芳美 桑原麻衣 出野喜則 堀江由美 米本奈苗 | 番由紀子 徳永さやか                                       | 5月18日       |            |            |            |            |            |            |            |            |            |            |            |            |            |            |            |            |            |
| 第8話      | 行ってらっしゃい                 | 岸本卓     | 井端義秀                                | 鈴木孝聡                            | 小沢久美子 亀谷響子 中島裕里 | 金子美咲 竹本佳子                                         | 5月25日       |            |            |            |            |            |            |            |            |            |            |            |            |            |            |            |            |            |
| 第9話      | 由希は俺の初恋だから             | 木戸雄一郎 | 井端義秀 柴田裕介                       | 西尾良寛 井端義秀                   | 岩岡優子 杉本幸子 米本奈苗 | 番由紀子 亀谷響子                                         | 6月1日        |            |            |            |            |            |            |            |            |            |            |            |            |            |            |            |            |            |
| 第10話     | だって、バレンタインだもん       | 岸本卓     | 榎本明広                                | 工藤寛顕                            | 國井実可子 菅野智之 飯飼一幸 | 金子美咲 竹本佳子                                         | 6月8日        |            |            |            |            |            |            |            |            |            |            |            |            |            |            |            |            |            |
| 第11話     | とってもステキなお宿です         | 木戸雄一郎 | 羽原久美子                              | 平向智子                            | 大沢美奈 | 番由紀子                                                  | 6月15日       |            |            |            |            |            |            |            |            |            |            |            |            |            |            |            |            |            |
| 第12話     | 楽しそうだね                     | 岸本卓     | 林直孝                                  | 備前克彦                            | 菅野智之 重松佐和子 阿部島瑠珠 大森理恵 吉森直子 | 金子美咲 竹本佳子                                         | 6月22日       |            |            |            |            |            |            |            |            |            |            |            |            |            |            |            |            |            |
| 第13話     | 元気でいたかな？ 我が弟よっ      | 岸本卓     | 釘宮洋                                  | 徳野雄士                            | 小松香苗 久松沙希 米本奈苗 | 番由紀子 亀谷響子                                         | 6月29日       |            |            |            |            |            |            |            |            |            |            |            |            |            |            |            |            |            |
| 第14話     | ヒミツだよ                       | 木戸雄一郎 | 西澤晋                                  | いがりたかし                        | 岩田芳美 杉本幸子 鈴木理沙 | 金子美咲 竹本佳子                                         | 7月6日        |            |            |            |            |            |            |            |            |            |            |            |            |            |            |            |            |            |
| 第15話     | そうでもないさ                   | 岸本卓     | いがりたかし                            | 鈴木理人                            | 橋本航平 中澤あこ | 番由紀子                                                  | 7月13日       |            |            |            |            |            |            |            |            |            |            |            |            |            |            |            |            |            |
| 第16話     | 踏むなっつってんだろが！         | 岸本卓     | 羽原久美子                              | 鈴木孝聡                            | 岩岡優子 小沢久美子 桑原麻衣 | 金子美咲 竹本佳子 徳永さやか 番由紀子                     | 7月20日       |            |            |            |            |            |            |            |            |            |            |            |            |            |            |            |            |            |
| 第17話     | うおちゃんの分ですっ！           | 木戸雄一郎 | 西澤晋                                  | 西尾良寛 井端義秀                   | 大沢美奈 岩岡優子 | 番由紀子                                                  | 7月27日       |            |            |            |            |            |            |            |            |            |            |            |            |            |            |            |            |            |
| 第18話     | 大切なのは……                     | 木戸雄一郎 | 林直孝                                  | 土屋康郎                            | 小松香苗 久松沙希 堀江由美 出野喜則 | 竹本佳子 金子美咲 秋山由樹子                              | 8月3日        |            |            |            |            |            |            |            |            |            |            |            |            |            |            |            |            |            |
| 第19話     | ごめんなさいーっ                 | 木戸雄一郎 | いがりたかし                            | 池田智美 鈴木孝聡 平向智子 井端義秀 | 菅野智之 鈴木理沙 杉本幸子 西尾良寛 二宮奈那子 次橋有紀 寿門堂 | 番由紀子 秋山由樹子 金子美咲 亀谷響子 徳永さやか          | 8月10日       |            |            |            |            |            |            |            |            |            |            |            |            |            |            |            |            |            |
| 第20話     | 何マジで拾ってんのさ             | 岸本卓     | 小川優樹                                | 山田晃                              | 大谷道子 | 竹本佳子 金子美咲 秋山由樹子                              | 8月17日       |            |            |            |            |            |            |            |            |            |            |            |            |            |            |            |            |            |
| 第21話     | 売られた電波は買わなくちゃ       | 岸本卓     | 大嶋博之                                | 野木森達也                          | 岩田芳美 桑原麻衣 杉本幸子 鈴木奈都子 | 秋山由樹子 番由紀子                                       | 8月24日       |            |            |            |            |            |            |            |            |            |            |            |            |            |            |            |            |            |
| 第22話     | だって嬉しかったのよ             | 岸本卓     | 林直孝                                  | 鈴木孝聡                            | 岩岡優子 小沢久美子 中島裕里 堀江由美 | 金子美咲 竹本佳子                                         | 8月31日       |            |            |            |            |            |            |            |            |            |            |            |            |            |            |            |            |            |
| 第23話     | 元気そうだな……                   | 木戸雄一郎 | 後藤圭二                                | 殿勝秀樹                            | 中村純子 杉本幸子 鈴木奈都子 門智昭 江森真理子 二宮奈那子 | 秋山由樹子 番由紀子 金子美咲 竹本佳子                     | 9月7日        |            |            |            |            |            |            |            |            |            |            |            |            |            |            |            |            |            |
| 第24話     | 帰りましょう                     | 岸本卓     | 井端義秀                                | 川越崇弘                            | 岩田芳美 小松香苗 杉本幸子 鈴木理沙 出野喜則 | 竹本佳子 金子美咲                                         | 9月14日       |            |            |            |            |            |            |            |            |            |            |            |            |            |            |            |            |            |
| 第25話     | もうすぐ夏がやってきます         | 岸本卓     | 井端義秀 林直孝                         | 井端義秀 鈴木孝聡                   | 大沢美奈 岩岡優子 小沢久美子 菅野智之 小松香苗 鈴木奈都子 竹本佳子 中島裕里 堀江由美 | 番由紀子 秋山由樹子 徳永さやか 亀谷響子                   | 9月21日       |            |            |            |            |            |            |            |            |            |            |            |            |            |            |            |            |            |
| 2nd season |                                  |            |                                         |                                     | |                                                           |               |            |            |            |            |            |            |            |            |            |            |            |            |            |            |            |            |            |
| 第1話      | お久しぶりです                   | 岸本卓     | 井端義秀 羽原久美子                     | 土屋康郎                            | 杉本幸子 | 番由紀子 竹本佳子                                         | 2020年 4月7日 |            |            |            |            |            |            |            |            |            |            |            |            |            |            |            |            |            |
| 第2話      | みんなで素麺食べたりしてね       | 岸本卓     | 小松達彦                                | 鈴木孝聡                            | 小沢久美子 小松香苗 出野喜則 堀江由美 | 秋山由樹子 竹本佳子                                       | 4月14日       |            |            |            |            |            |            |            |            |            |            |            |            |            |            |            |            |            |
| 第3話      | お着替えしましょうか・・・・・♥  | 岸本卓     | 大嶋博之                                | 関谷真実子                          | 秋月彩 岩田芳美 本田創一 | 番由紀子 徳永さやか 亀谷響子                              | 4月21日       |            |            |            |            |            |            |            |            |            |            |            |            |            |            |            |            |            |
| 第4話      | ふられたんだぁ・・・・・         | 岸本卓     | 渡辺正樹                                | まつもとよしひさ                    | 中村純子 鈴木奈都子 李智悟 | 竹本佳子 亀谷響子                                         | 4月28日       |            |            |            |            |            |            |            |            |            |            |            |            |            |            |            |            |            |
| 第5話      | 待ってろとろろソバー！           | 岸本卓     | 大嶋博之                                | 川越崇弘                            | 杉本幸子 中村純子 鈴木奈都子 | 番由紀子 徳永さやか                                       | 5月5日        |            |            |            |            |            |            |            |            |            |            |            |            |            |            |            |            |            |
| 第6話      | 馬鹿かい？君は                   | 木戸雄一郎 | 井端義秀 林直孝                         | 井端義秀 土屋康郎 鈴木孝聡 西尾良寛 | 飯飼一幸 小田真弓 河口千恵 菅野智之 重國浩子 能條理行 | 竹本佳子 亀谷響子                                         | 5月12日       |            |            |            |            |            |            |            |            |            |            |            |            |            |            |            |            |            |
| 第7話      | スイカ割り大会を始めるのよーっ   | 岸本卓     | カネショウオニョン 井端義秀             | 土屋康郎                            | 小沢久美子 加藤万由子 熊田亜輝 出野喜則 藤田晋也 堀江由美 本田創一 | 徳永さやか 番由紀子                                       | 5月19日       |            |            |            |            |            |            |            |            |            |            |            |            |            |            |            |            |            |
| 第8話      | だってホントのことだろ           | 木戸雄一郎 | 井端義秀 鵜飼ゆうき 鈴木理人 藤田晋也   | 平向智子 池田智美 青柳宏宜          | 飯飼一幸 井元一彰 岩岡優子 岩田芳美 門智昭 加藤万由子 菅野智之 宍戸久美子 塚本歩 次橋有紀 中村純子 西尾良寛 前田義弘 松下純子 宮西多麻子 森七奈 針生愛里 本田創一 山田香央里 山本里織 小美戸幸代 重松佐和子 能條理行 三浦厚也 南伸一郎 出野喜則 | 竹本佳子 亀谷響子                                         | 5月26日       |            |            |            |            |            |            |            |            |            |            |            |            |            |            |            |            |            |
| 第9話      | 大切な俺の・・・・・             | 岸本卓     | 後藤圭二                                | 鈴木孝聡                            | 秋月彩 鈴木奈都子 中村純子 二宮奈那子 | 番由紀子 竹本佳子                                         | 6月2日        |            |            |            |            |            |            |            |            |            |            |            |            |            |            |            |            |            |
| 第10話     | あなたは・・・・・『誰』ですか？ | 木戸雄一郎 | 井端義秀 林直孝                         | 関谷真実子                          | 小田真弓 熊田亜輝 針生愛里 | 竹本佳子 亀谷響子 重國浩子                                | 6月9日        |            |            |            |            |            |            |            |            |            |            |            |            |            |            |            |            |            |
| 第11話     | 私だけのものだよ                 | 岸本卓     | 渡辺正樹                                | まつもとよしひさ                    | 大庭幸子 小沢久美子 菅野智之 佐藤智子 鈴木奈都子 鈴木裕絵 次橋有紀 中村純子 西尾良寛 二宮奈那子 山中純子 寿門堂 | 亀谷響子 徳永さやか 番由紀子                              | 6月16日       |            |            |            |            |            |            |            |            |            |            |            |            |            |            |            |            |            |
| 第12話     | 俺の代わりに君が泣いた           | 木戸雄一郎 | 名村英敏                                | 川越崇弘                            | 佐藤智子 出野喜則 堀江由美 能條理行 秋月彩 | 竹本佳子 亀谷響子                                         | 6月23日       |            |            |            |            |            |            |            |            |            |            |            |            |            |            |            |            |            |
| 第13話     | いいっスよー                     | 岸本卓     | 大嶋博之                                | 土屋康郎                            | 小沢久美子 河口千恵 菅野智之 鈴木奈都子 中村純子 西尾良寛 | 番由紀子 徳永さやか                                       | 6月30日       |            |            |            |            |            |            |            |            |            |            |            |            |            |            |            |            |            |
| 第14話     | 俺もう死んだっていいや・・・・・ | 岸本卓     | 井端義秀 鈴木理人 林直孝                | 鈴木孝聡                            | 小田真弓 熊田亜輝 菅野智之 中村純子 森七奈 出野喜則 | 竹本佳子 重國浩子 亀谷響子 番由紀子                       | 7月7日        |            |            |            |            |            |            |            |            |            |            |            |            |            |            |            |            |            |
| 第15話     | ・・・・・行ってきます           | 岸本卓     | 鈴木理人                                | 馬川奈央                            | 飯飼一幸 佐藤智子 二宮奈那子 堀江由美 | 番由紀子 徳永さやか                                       | 7月14日       |            |            |            |            |            |            |            |            |            |            |            |            |            |            |            |            |            |
| 第16話     | だからつたえて                   | 木戸雄一郎 | 井端義秀 鈴木理人                       | 加瀬渡                              | 秋月彩 岩田芳美 加藤万由子 角谷知美 出野喜則 山本里織 | 秋山由樹子 亀谷響子 竹本佳子                              | 7月21日       |            |            |            |            |            |            |            |            |            |            |            |            |            |            |            |            |            |
| 第17話     | あります、きっと・・・・・       | 岸本卓     | 井端義秀 鈴木理人                       | まつもとよしひさ                    | 小美戸幸代 鈴木奈都子 中村純子 能條理行 森七奈 | 番由紀子 徳永さやか                                       | 7月28日       |            |            |            |            |            |            |            |            |            |            |            |            |            |            |            |            |            |
| 第18話     | キスしよっか                     | 木戸雄一郎 | カネショウオニョン                      | 青柳宏宜                            | 小沢久美子 宍戸久美子 堀江由美 山中純子 | 秋山由樹子 重國浩子 竹本佳子 番由紀子                     | 8月4日        |            |            |            |            |            |            |            |            |            |            |            |            |            |            |            |            |            |
| 第19話     | 無いんだ、どこにもっ！           | 岸本卓     | 井端義秀 小沼ゆりか                     | 鈴木孝聡                            | 小田真弓 角谷知美 河口千恵 山本里織 | 秋山由樹子 重國浩子 竹本佳子 番由紀子                     | 8月11日       |            |            |            |            |            |            |            |            |            |            |            |            |            |            |            |            |            |
| 第20話     | 大丈夫ですか                     | 木戸雄一郎 | 渡辺正樹                                | 土屋康郎                            | 岩岡優子 佐藤智子 熊田亜輝 | 番由紀子 竹本佳子 秋山由樹子 亀谷響子                     | 8月18日       |            |            |            |            |            |            |            |            |            |            |            |            |            |            |            |            |            |
| 第21話     | あったんだ。確かに               | 岸本卓     | 鈴木理人                                | 平向智子 土屋康郎 池田智美          | 秋月彩 小美戸幸代 能條理行 本田創一 森七奈 山田香央里 | 秋山由樹子 重國浩子 竹本佳子 徳永さやか 番由紀子          | 8月25日       |            |            |            |            |            |            |            |            |            |            |            |            |            |            |            |            |            |
| 第22話     | 俺は、嫌なんだ！                 | 木戸雄一郎 | 井端義秀 渡辺正樹 藤田晋也 名村英敏     | 青柳宏宜                            | 岩岡優子 加藤万由子 熊田亜輝 佐藤智子 山本里織 | 竹本佳子 秋山由樹子 金子美咲 重國浩子                     | 9月1日        |            |            |            |            |            |            |            |            |            |            |            |            |            |            |            |            |            |
| 第23話     | シンデレラっぽいもの！           | 木戸雄一郎 | 井端義秀 鈴木理人 森あおい              | まつもとよしひさ 川越崇弘           | 堀江由美 河口千恵 宍戸久美子 | 秋山由樹子 亀谷響子 竹本佳子 徳永さやか 番由紀子          | 9月8日        |            |            |            |            |            |            |            |            |            |            |            |            |            |            |            |            |            |
| 第24話     | 真知がいた                       | 岸本卓     | 渡辺正樹                                | 鈴木孝聡                            | 岩田芳美 小田真弓 熊田亜輝 鈴木奈都子 能條理行 飯飼一幸 | 竹本佳子 金子美咲 重國浩子 秋山由樹子 亀谷響子 徳永さやか | 9月15日       |            |            |            |            |            |            |            |            |            |            |            |            |            |            |            |            |            |
| 第25話     | ・・・・・俺はもう、違うんだ     | 岸本卓     | 井端義秀 馬川奈央 重松佐和子            | 馬川奈央 土屋康郎                   | 堀江由美 河口千恵 中村純子 角谷知美 | 竹本佳子 秋山由樹子 金子美咲 重國浩子                     | 9月22日       |            |            |            |            |            |            |            |            |            |            |            |            |            |            |            |            |            |
| The Final  |                                  |            |                                         |                                     | |                                                           |               |            |            |            |            |            |            |            |            |            |            |            |            |            |            |            |            |            |
| 第1話      | また宴を開こう                   | 岸本卓     | 井端義秀 小沼ゆりか 重松佐和子          | 鈴木孝聡                            | 岩岡優子 小沢久美子 山本里織 | 竹本佳子 金子美咲 秋山由樹子                              | 2021年 4月6日 |            |            |            |            |            |            |            |            |            |            |            |            |            |            |            |            |            |
| 第2話      | それこそが、揺るぎない事実       | 木戸雄一郎 | 井端義秀 本吉晃子 本田創一              | まつもとよしひさ                    | 加藤万由子 河口千恵 宍戸久美子 堀江由美 | 金子美咲 重國浩子 竹本佳子 徳永さやか                     | 4月13日       |            |            |            |            |            |            |            |            |            |            |            |            |            |            |            |            |            |
| 第3話      | 降ればいいのに                   | 岸本卓     | 井端義秀 本吉晃子                       | 平向智子 川越崇弘                   | 秋月彩 岩田芳美 角谷知美 中村純子 能條理行 針生愛里 | 竹本佳子 金子美咲 亀谷響子                                | 4月20日       |            |            |            |            |            |            |            |            |            |            |            |            |            |            |            |            |            |
| 第4話      | ……ただい…ま                      | 木戸雄一郎 | 井端義秀 上原結花子                     | 青柳宏宜                            | 小田真弓 角谷知美 久保茉莉子 熊田亜輝 佐藤智子 鈴木奈都子 徳永さやか 中村純子 西尾良寛 山本里織 | 秋山由樹子 金子美咲 亀谷響子 重國浩子 竹本佳子            | 4月27日       |            |            |            |            |            |            |            |            |            |            |            |            |            |            |            |            |            |
| 第5話      | だって…わかるでしょう？          | 木戸雄一郎 | 井端義秀 本田創一                       | 鈴木孝聡                            | 堀江由美 河口千恵 加藤万由子 飯飼一幸 佐藤智子 久松沙紀 本田創一 | 秋山由樹子 重國浩子 竹本佳子                              | 5月4日        |            |            |            |            |            |            |            |            |            |            |            |            |            |            |            |            |            |
| 第6話      | なんて、愚かなんだろう           | 岸本卓     | 井端義秀 本吉晃子 森あおい              | まつもとよしひさ                    | 岩岡優子 加藤万由子 河口千恵 中本尚 山田香央里 渡部ゆかり | 竹本佳子 重國浩子 本吉晃子                                | 5月11日       |            |            |            |            |            |            |            |            |            |            |            |            |            |            |            |            |            |
| 第7話      | そうだよ、空っぽだ               | 岸本卓     | 井端義秀 本吉晃子 馬川奈央              | 馬川奈央 川越崇弘                   | 久保茉莉子 佐々木幸恵 宍戸久美子 能條理行 山本里織 | 金子美咲 亀谷響子 竹本佳子 本吉晃子                       | 5月18日       |            |            |            |            |            |            |            |            |            |            |            |            |            |            |            |            |            |
| 第8話      | そんなん…幻滅だ…                 | 木戸雄一郎 | 井端義秀 本吉晃子 本田創一              | 青柳宏宜                            | 岩田芳美 小田真弓 角谷知美 しまだひであき 本田創一 | 竹本佳子 重國浩子                                         | 5月25日       |            |            |            |            |            |            |            |            |            |            |            |            |            |            |            |            |            |
| 第9話      | 貴方の…お名前は？                | 岸本卓     | 鈴木理人                                | 鈴木孝聡                            | 堀江由美 小沢久美子 熊田亜輝 加藤万由子 中村純子 本吉晃子 鈴木奈都子 | 竹本佳子 亀谷響子 金子美咲                                | 6月1日        |            |            |            |            |            |            |            |            |            |            |            |            |            |            |            |            |            |
| 第10話     | 好きなんだ、ただ…                | 木戸雄一郎 | 井端義秀 本吉晃子 上原結花子            | まつもとよしひさ                    | 河口千恵 久保茉莉子 山本里織 渡部ゆかり 飯飼一幸 | 重國浩子 竹本佳子 番由紀子 金子美咲                       | 6月8日        |            |            |            |            |            |            |            |            |            |            |            |            |            |            |            |            |            |
| 第11話     | さようなら                       | 岸本卓     | 井端義秀 上原結花子 本吉晃子 小沼ゆりか | 鈴木孝聡 川越崇弘                   | 河口千恵 秋月彩 岩岡優子 佐々木幸恵 能條理行 本田創一 | 竹本佳子 亀谷響子 番由紀子                                | 6月15日       |            |            |            |            |            |            |            |            |            |            |            |            |            |            |            |            |            |
| 第12話     | がんばったね                     | 岸本卓     | 井端義秀 馬川奈央                       | 井端義秀 馬川奈央                   | 宍戸久美子 山本里織 久保茉莉子 岩田芳美 尾形健一郎 小田真弓 河口千恵 佐々木幸恵 西尾良寛 山田香央里 | 竹本佳子 重國浩子 金子美咲 番由紀子 本吉晃子 進藤優       | 6月22日       |            |            |            |            |            |            |            |            |            |            |            |            |            |            |            |            |            |
| 第13話     | いってきます                     | 岸本卓     | 井端義秀 本吉晃子 小沼ゆりか            | 井端義秀                            | 河口千恵 久保茉莉子 しまだひであき 鈴木奈都子 中村純子 二宮奈那子 堀江由美 本吉晃子 山本里織 | 竹本佳子 亀谷響子 重國浩子 番由紀子 金子美咲 進藤優       | 6月29日       |            |            |            |            |            |            |            |            |            |            |            |            |            |            |            |            |            |

#### 放送局
| 放送期間                 | 放送時間                     | 放送局       | 対象地域   | 備考                      |
| ------------------------ | ---------------------------- | ------------ | ---------- | ------------------------- |
| 2019年4月6日 - 9月21日   | 土曜 1:23 - 1:53（金曜深夜） | テレビ東京   | 関東広域圏 | 製作参加                  |
|                          | 土曜 2:05 - 2:35（金曜深夜） | テレビ愛知   | 愛知県     |                           |
|                          | 土曜 2:10 - 2:40（金曜深夜） | テレビ大阪   | 大阪府     | 製作参加                  |
|                          | 土曜 21:00 - 21:30           | AT-X         | 日本全域   | CS放送 / リピート放送あり |
| 2019年4月19日 - 10月18日 | 金曜 1:55 - 2:21（木曜深夜） | 長崎文化放送 | 長崎県     | 『あに。』枠              |
| 2019年7月8日 - 12月30日  | 月曜 2:30 - 3:00（日曜深夜） | びわ湖放送   | 滋賀県     |                           |
| 2019年7月16日 - 12月31日 | 火曜 0:30 - 1:00（月曜深夜） | BSテレ東     | 日本全域   | BS/BS4K放送               |

| 配信開始日   | 配信時間        | 配信サイト |
| ------------ | --------------- | --- |
| 2019年4月6日 | 土曜 12:00 更新 | あにてれ dTV ひかりTV DMM.com ビデオマーケット GYAO!ストア バンダイチャンネル Amazon Prime Video Google Play ニコニコチャンネル HAPPY!動画 ムービーフル Rakuten TV |
|              | 土曜 19:00 更新 | TSUTAYA TV |
| 2019年4月7日 | 日曜 0:00 更新  | J:COMオンデマンド |
| 2019年4月9日 | 火曜 12:00 更新 | dアニメストア U-NEXT アニメ放題 Paravi Hulu |

| 放送期間                | 放送時間                     | 放送局       | 対象地域   | 備考                      |
| ----------------------- | ---------------------------- | ------------ | ---------- | ------------------------- |
| 2020年4月7日 - 9月22日  | 火曜 1:30 - 2:00（月曜深夜） | テレビ東京   | 関東広域圏 | 製作参加                  |
|                         |                              | テレビ愛知   | 愛知県     |                           |
|                         | 火曜 2:05 - 2:35（月曜深夜） | テレビ大阪   | 大阪府     | 製作参加                  |
| 2020年4月9日 - 9月24日  | 木曜 21:30 - 22:00           | AT-X         | 日本全域   | CS放送 / リピート放送あり |
| 2020年5月8日 - 10月30日 | 金曜 0:35 - 1:05（木曜深夜） | テレビ和歌山 | 和歌山県   | [ 73 ]                    |

| 配信開始日    | 配信時間        | 配信サイト |
| ------------- | --------------- | --- |
| 2020年4月7日  | 火曜 12:00 更新 | あにてれ dTV dアニメストア TSUTAYA TV ビデオマーケット GYAO!ストア DMM.com ミレール Rakuten TV ムービーフル HAPPY!動画 Google Play ニコニコチャンネル クランクイン!ビデオ |
| 2020年4月10日 | 金曜 12:00 更新 | J:COMオンデマンド Paravi Hulu バンダイチャンネル ひかりTV Netflix Amazon Prime Video U-NEXT アニメ放題 TELASA milplus auスマートパスプレミアム                            |

| 放送期間               | 放送時間                     | 放送局     | 対象地域   | 備考                      |
| ---------------------- | ---------------------------- | ---------- | ---------- | ------------------------- |
| 2021年4月6日 - 6月29日 | 火曜 1:30 - 2:00（月曜深夜） | テレビ東京 | 関東広域圏 | 製作参加                  |
|                        |                              | テレビ愛知 | 愛知県     |                           |
|                        |                              | テレビ大阪 | 大阪府     | 製作参加                  |
| 2021年4月9日 - 7月2日  | 金曜 21:00 - 21:30           | AT-X       | 日本全域   | CS放送 / リピート放送あり |

| 配信開始日   | 配信時間           | 配信サイト |
| ------------ | ------------------ | --- |
| 2021年4月6日 | 火曜 12:00 更新    | あにてれ dTV dアニメストア Amazon Prime Video Google Play クランクイン！ビデオ ニコニコチャンネル HAPPY!動画 ビデオマーケット GYAO!ストア DMM.com music.jp ムービーフル ミレール Rakuten TV |
|              | 火曜 19:00 更新    | TSUTAYA TV |
|              | 火曜 21:30 - 22:00 | ニコニコ生放送 |
| 2021年4月9日 | 金曜 12:00 更新    | Paravi バンダイチャンネル ひかりTV Hulu ふらっと動画 ABEMAビデオ [ 76 ] GYAO! |

#### BD / DVD
| 巻 | 発売日         | 収録話          | 規格品番   | 規格品番   |
| 巻 | 発売日         | 収録話          | BD         | DVD        |
| -- | -------------- | --------------- | ---------- | ---------- |
| 1  | 2019年6月21日  | 第1話 - 第4話   | EYXA-12560 | EYBA-12554 |
| 2  | 2019年7月19日  | 第5話 - 第8話   | EYXA-12561 | EYBA-12555 |
| 3  | 2019年8月23日  | 第9話 - 第13話  | EYXA-12562 | EYBA-12556 |
| 4  | 2019年9月20日  | 第14話 - 第17話 | EYXA-12563 | EYBA-12557 |
| 5  | 2019年10月18日 | 第18話 - 第21話 | EYXA-12564 | EYBA-12558 |
| 6  | 2019年11月22日 | 第22話 - 第25話 | EYXA-12565 | EYBA-12559 |

| 巻 | 発売日         | 収録話          | 規格品番   | 規格品番   |
| 巻 | 発売日         | 収録話          | BD         | DVD        |
| -- | -------------- | --------------- | ---------- | ---------- |
| 1  | 2020年6月26日  | 第1話 - 第4話   | EYXA-13030 | EYBA-13024 |
| 2  | 2020年8月28日  | 第5話 - 第8話   | EYXA-13031 | EYBA-13025 |
| 3  | 2020年9月25日  | 第9話 - 第13話  | EYXA-13032 | EYBA-13026 |
| 4  | 2020年10月30日 | 第14話 - 第17話 | EYXA-13033 | EYBA-13027 |
| 5  | 2020年11月27日 | 第18話 - 第21話 | EYXA-13034 | EYBA-13028 |
| 6  | 2020年12月25日 | 第22話 - 第25話 | EYXA-13035 | EYBA-13029 |

| 巻 | 発売日        | 収録話         | 規格品番   | 規格品番   |
| 巻 | 発売日        | 収録話         | BD         | DVD        |
| -- | ------------- | -------------- | ---------- | ---------- |
| 1  | 2021年6月25日 | 第1話 - 第4話  | EYXA-13432 | EYBA-13429 |
| 2  | 2021年7月30日 | 第5話 - 第8話  | EYXA-13433 | EYBA-13430 |
| 3  | 2021年8月27日 | 第9話 - 第13話 | EYXA-13434 | EYBA-13431 |

| テレビ東京 土曜 1:23 - 1:53（金曜深夜）                                                             | テレビ東京 土曜 1:23 - 1:53（金曜深夜） | テレビ東京 土曜 1:23 - 1:53（金曜深夜） |
| 前番組                                                                                              | 番組名                                  | 次番組                                  |
| --------------------------------------------------------------------------------------------------- | --------------------------------------- | --------------------------------------- |
| 宇宙戦艦ヤマト2202 愛の戦士たち                                                                     | フルーツバスケット 1st season           | ワンパンマン（第2期、再放送）           |
| テレビ東京 火曜 1:30 - 2:00（月曜深夜）                                                             |                                         |                                         |
| アンジャッシュ渡部建の教えてグルメ ※1:30 - 1:35フルーツバスケット 1st season（再放送） ※1:35 - 2:05 | フルーツバスケット 2nd season           | おそ松さん（第3期）                     |
| おそ松さん（第3期）                                                                                 | フルーツバスケット The Final            | うらみちお兄さん                        |

## ドラマCD・まんがDVD
これまでに3度ドラマCD化されている。2012年に『花とゆめ』誌上で応募者全員サービスとして頒布された音声入りまんがDVDも本稿で述べる。

### 1999 花とゆめオリジナルドラマCD フルーツバスケット
『花とゆめ』誌上での全員応募サービスで企画されたCD。アニメ化される以前に発表されたものであり、担当声優が一部アニメ版と異なる。内容はオリジナルストーリーの『草摩家の長い一日』と花島咲によるおまけコーナー。
- キャスト
  - 本田透：小西寛子
  - 草摩由希：久川綾
  - 草摩夾：関智一
  - 草摩紫呉：置鮎龍太郎
  - 草摩楽羅：白鳥由里
  - 草摩紅葉：長沢美樹
  - 草摩潑春：陶山章央
  - 草摩綾女：子安武人
  - 花島咲：冬馬由美

### 花とゆめ付録のCD
『花とゆめ』の付録CD。オリジナルストーリー『学園防衛隊』を収録。アニメ化以降（2005年）に発表されたため、担当声優はほぼアニメ版のまま。生徒会メンバーが初登場する。
- キャスト
  - 本田透：堀江由衣
  - 草摩由希：久川綾
  - 真鍋翔：鈴村健一
  - 倉伎真知：甲斐田ゆき
  - 藤堂公：田村ゆかり
  - 桜木直人：福山潤
  - 魚谷ありさ：今井由香
  - 花島咲：安原麗子
  - 木之下南：浅井晴美
  - 皆川素子：豊口めぐみ

### HCD フルーツバスケット
2005年5月25日にマリン・エンタテインメントより発売されたCDドラマ。原作の劇中劇『シンデレラっぽいもの』と『学園防衛隊』（上記のものと同一）が収録されている。
- キャスト
  - 本田透：堀江由衣
  - 草摩夾：関智一
  - 草摩由希：久川綾
  - 草摩紫呉：置鮎龍太郎
  - 花島咲：安原麗子
  - 魚谷ありさ：今井由香
  - 真鍋翔：鈴村健一
  - 桜木直人：福山潤
  - 藤堂公：田村ゆかり
  - 倉伎真知：甲斐田ゆき
  - 木之下南：浅井晴美
  - 皆川素子：豊口めぐみ
  - ナレーター：河本邦弘
  - 女子生徒：遠藤綾・寺田はるひ・谷井あすか・松来未祐
- CDデータ
  - 型番：MMCC-7037
  - 価格：2,800
  - 発売日：2005年5月25日
  - 発売元：白泉社
  - 販売元：マリン・エンタテインメント
  - 販売協力：ジェネオンエンタテインメント

### まんがDVD
タイトルは『「フルーツバスケット」音声入りまんがDVD〜旅立ちの日、再び〜』 。『花とゆめ』2012年24号は、高屋の画業20周年記念号として企画されており、応募者全員サービスとして実費頒布されたDVDである。『花とゆめ』2013年1号、『ザ花とゆめ』2012年2月1日号でも同様に頒布された。
原作最終話を音声付きとしたカラースライドショー、キャストコメントで構成される。
- キャスト
  - 本田透：堀江由衣
  - 草摩由希：久川綾
  - 草摩夾：関智一
  - 草摩紫呉：置鮎龍太郎
  - 草摩楽羅：三石琴乃
  - 草摩紅葉：宮田幸季
  - 草摩はとり：井上和彦
  - 草摩潑春：陶山章央
  - 草摩綾女：宮本充
  - 草摩杞紗：名塚佳織
  - 草摩燈路：渕崎ゆり子
  - 草摩利律：冨永みーな
  - 草摩依鈴：桑島法子
  - 草摩紅野：千葉進歩
  - 草摩慊人：皆川純子
  - 草摩籍真：井上倫宏
  - 魚谷ありさ：今井由香
  - 花島咲：冬馬由美
  - 倉前美音：高橋美紀
  - 白木繭子：進藤尚美
  - 倉伎真知：甲斐田ゆき
  - 友田邦光：長谷川俊介
  - 満：岡村明美
  - 母親：持月玲依
  - 少女：名塚佳織
  - 父親：長谷川俊介

## 舞台劇

### 2009年版
2009年2月26日から3月8日にかけて、フジテレビ・スタジオライフ・天王洲 銀河劇場の主催で舞台化作品が上演された。出演者は全員男性で、女性の登場人物も男性俳優が演じる。また、キャスト陣は「ストロベリー・チーム」と「チェリー・チーム」で分かれ、ダブルキャストに該当する登場人物もあるが、ダブルキャスト該当出演者も別配役でもう一方のチームに参加している。
2009年2月
フジテレビジョン・スタジオライフ・銀河劇場プロデュース公演
- 会場：天王洲 銀河劇場
- スタッフ
  - 原作 - 高屋奈月
  - 脚本・演出 - 倉田淳
- キャスト
  - 本田透 - 三上俊
  - 草摩夾 - 上山竜司（RUN&GUN） / 岩﨑大（ダブルキャスト）
  - 草摩由希 - 松本慎也 / 真山明大（ダブルキャスト）
  - 草摩紫呉 - 内山翔人(オフィス斬)
  - 草摩楽羅 - 米原幸佑（RUN&GUN）
  - 草摩紅葉 - 荒木健太朗
  - 草摩はとり - 曽世海司
  - 草摩潑春 - 加藤義宗
  - 草摩綾女 / 草摩佳菜 - 吉田隆太
  - 草摩慊人 - 青木隆敏 / 舟見和利（ダブルキャスト）
  - 草摩籍真 - 鈴木聡(M&Sカンパニー)
  - 花島咲 - SHOWTA. / 古川洋介（ダブルキャスト）
  - 魚谷ありさ - 榎本悠輝
  - 本田今日子 - 亀山浩史

2009年8月
メ～テレ・スタジオライフ共催公演
- 会場：名鉄ホール
- スタッフ
  - 原作 - 高屋奈月
  - 脚本・演出 - 倉田淳
- キャスト
  - 本田透 - 三上俊
  - 草摩夾 - 岩﨑大
  - 草摩由希 - 松本慎也
  - 草摩紫呉 - 内山翔人
  - 草摩楽羅 - 関戸博一
  - 草摩紅葉 - 神野明人
  - 草摩はとり - 山本芳樹
  - 草摩潑春 - 堀川剛史
  - 草摩佳菜 - 吉田隆太
  - 草摩慊人 - 舟見和利（22日） / 青木隆敏（23日）（ダブルキャスト）
  - 草摩籍真 - 倉本徹
  - 花島咲 - SHOWTA.（蒼井翔太）
  - 魚谷ありさ - 牧島進一
  - 女子高生ほか - 篠田仁志
  - 掃除婦1ほか - 藤原啓児
  - 掃除婦2ほか - 河内喜一朗

### 2022年版
舞台「フルーツバスケット」
2022年3月4日から13日まで、日本橋三井ホールにて上演された。
- スタッフ
  - 原作 - 高屋奈月
  - 脚本・総合演出 - 毛利亘宏
  - 演出 - 長谷川太郎

- キャスト
  - 本田透 - 吉田綾乃クリスティー
  - 草摩由希 - 北川尚弥
  - 草摩夾 - 橋本祥平
  - 草摩綾女 - 仲田博喜
  - 草摩潑春 - 田村升吾
  - 草摩紅葉 - 古賀瑠
  - 草摩楽羅 - 関根優那
  - 草摩利津 - 安達勇人
  - 草摩杞紗 - 鎌田英怜奈
  - 草摩燈路 - 陣慶昭
  - 魚谷ありさ - 南千紗登
  - 花島咲 - 中村裕香里
  - 本田今日子 - 芳賀優里亜
  - 草摩藉真 - 稲垣成弥
  - 草摩はとり - 伊万里有
  - 草摩紫呉 - 安里勇哉

舞台「フルーツバスケット 2nd season」
2023年10月6日から15日まで、大手町三井ホールにて上演された。
- スタッフ
  - 原作 - 高屋奈月
  - 脚本・演出 - 毛利亘宏

- キャスト
  - 本田透 - 吉田綾乃クリスティー
  - 草摩由希 - 北川尚弥
  - 草摩夾 - 橋本祥平
  - 草摩紫呉 - 安里勇哉
  - 草摩潑春 - 田村升吾
  - 草摩依鈴 - 野口衣織
  - 草摩綾女 - 仲田博喜
  - 草摩はとり - 伊万里有
  - 草摩紅葉 - 古賀瑠
  - 草摩楽羅 - 関根優那
  - 草摩杞紗 - 鎌田英怜奈
  - 草摩燈路 - 陣慶昭
  - 魚谷ありさ - 南千紗登
  - 花島咲 - 中村裕香里
  - 真鍋翔 - 新正俊
  - 倉伎真知 - 堀内まり菜
  - 草摩紅野 - 三好大貴
  - 草摩藉真 - 稲垣成弥
  - 草摩慊人 - 彩凪翔

舞台「フルーツバスケット The Final」
2024年10月18日から27日まで、ヒューリックホール東京にて上演された。
- スタッフ
  - 原作 - 高屋奈月
  - 脚本・演出 - 毛利亘宏

- キャスト
  - 本田透 - 吉田綾乃クリスティー
  - 草摩由希 - 北川尚弥
  - 草摩夾 - 橋本祥平
  - 草摩紫呉 - 安里勇哉
  - 草摩潑春 - 田村升吾
  - 草摩依鈴 - 志田音々
  - 草摩紅葉 - 古賀瑠
  - 魚谷ありさ - 南千紗登
  - 花島咲 - 中村裕香里
  - 真鍋翔 - 広井雄士
  - 倉伎真知 - 堀内まり菜
  - 草摩楽羅 - 関根優那
  - 草摩杞紗 - 鎌田英怜奈
  - 草摩燈路 - 陣慶昭
  - 草摩紅野 - 三好大貴
  - 草摩慊人 - 彩凪翔
- 映像出演キャスト
  - 草摩綾女 - 仲田博喜
  - 草摩はとり - 伊万里有
  - 草摩藉真 - 稲垣成弥
  - 草摩利津 - 安達勇人
  - 本田今日子 - 芳賀優里亜
  - 草摩晶 - 松田岳

## リアル謎解きゲーム
『フルーツバスケット×本屋巡り謎解きゲーム』
2019年8月1日から9月16日にかけて、全国16エリアにてリアル謎解きゲームがトーハンの主催、NAZO×NAZO劇団による企画制作、CSレポーターズによる協力で催された。
初級編『大切な思い出が行方不明ですっ!』、上級編スマホモード『謎の挑戦状が届きましたっ!』の2タイプが同じ期間内で開催。